# Cebidae
Los cébidos (Cebidae) son una familia de primates platirrinos (monos del Nuevo Mundo), una de las cinco reconocidas actualmente que incluye a los monos capuchinos y los monos ardilla. La familia está integrada por 3 géneros y 17 especies.

## Clasificación
Previamente, estos monos del Nuevo Mundo estaban divididos en las familias Callitrichidae y en Cebidae; posteriormente los calitrícidos se clasificaron como una subfamilia de Cebidae (denominándola Callitrichinae), al mismo tiempo que otros géneros de esta familia fueron reubicados en otras. Las clasificaciones más modernas, basadas en datos moleculares, volvieron a separarlos en dos familias independientes. Actualmente se reconoce que los cébidos están organizados en dos subfamilias;Cebinae con 2 géneros, Cebus (con 4 especies) y Sapajus (con 8 especies), y Saimiriinae con un solo género, Saimiri (con 5 especies).
- Familia Cebidae[1]
  - Subfamilia Cebinae
    - Género Cebus

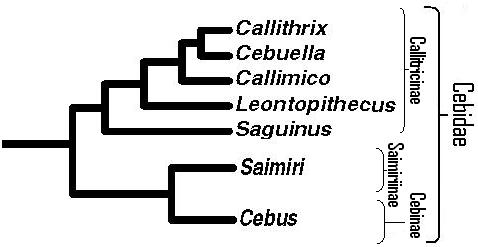
Antiguo Cladograma de los cébidos.

      - Cebus kaapori (Capuchino Cairara)
      - Cebus capucinus (Capuchino de cara blanca)
      - Cebus albifrons (Capuchino de frente blanca)
      - Cebus olivaceus (Capuchino pancho)

    - Género Sapajus[2]
      - Capuchino Caí
      - Capuchino de Azará
      - Capuchino rubio
      - Capuchino silbador
      - Capuchino cabezón
      - Capuchino negro
      - Capuchino crestado
      - Capuchino de pecho amarillo

- - Subfamilia Saimiriinae
    - Género Saimiri
      - Mono ardilla de Geoffroy
      - Mono ardilla de Vanzolini
      - Mono ardilla peruano-boliviano
      - Mono ardilla centroamericano
      - Mono ardilla común

### Taxones extintos
- Género Acrecebus†
  - Acrecebus fraileyi†
- Género Dolichocebus†
  - Dolichocebus gaimanensis†
- Género Chilecebus†

- Género Neosaimiri†
  - Neosaimiri fieldsi†
- Género Laventiana†
  - Laventiana annectens†
- Género Panamacebus†
  - Panamacebus transitus†